# Mariusz Kozioł
Mariusz Kozioł (Maniek) (ur. w 1965 w Oleśnie, zm. 31 października 2006 w Krakowie) – polski wokalista, kompozytor, aranżer, klawiszowiec, perkusjonalista, aktor, lektor telewizyjny i radiowy, stroiciel, współtwórca Ogólnopolskiego Przeglądu Piosenki Poetyckiej w Oleśnie. 
Od 2008 roku patron nagrody specjalnej przyznawanej na tym festiwalu.

## Życiorys
Uczęszczał do kaliskiego technikum, gdzie poznał Mieczysława Szcześniaka. Przez wiele lat był stroicielem fortepianów, współpracował przy koncertach artystów, takich jak: Stanisław Sojka czy Grzegorz Turnau oraz młodych wirtuozów w Akademii Muzycznej im. Fryderyka Chopina w Warszawie.
Był związany ze środowiskiem muzyków chrześcijańskich, twórców poezji śpiewanej i muzyki folkowej. Był aktorem gliwickiego Teatru A, liderem rockowej formacji GrajStasiek (Piosenka taty Staśka ukazała się na kompilacji pt. Piotr Kaczkowski Minimax Pl 3 w listopadzie 2005 roku) oraz zespole z nurtu poezji śpiewanej Są Gorsi. Śpiewał też w grupie  Nasza Rodzina Poszerzona i w warszawskim Modern Acoustic Band. Grał na lirze korbowej w formacjach Maćko Korba, Yerba Mater i Masala Sound System. Z zespołem Są Gorsi zdobył wiele nagród na festiwalach poezji śpiewanej (m.in. I miejsce dla najlepszego zespołu i najlepszej piosenki na XXXVI Ogólnopolskiej Giełdzie Piosenki Turystycznej w Szklarskiej Porębie, II miejsce na IX Festiwalu Twórczości Studenckiej w Katowicach, III miejsce na IV Ogólnopolskim Przeglądzie Piosenki Poetyckiej w Oleśnie, III miejsce na XIII Zimowej Giełdzie Piosenki w Opolu), nagrał płytę demo i przygotował album.
22 października 2006 roku uczestniczył w wypadku samochodowym i zmarł w wyniku obrażeń, dziewięć dni później. Do wypadku doszło, gdy z zespołem Yerba Mater jechał na koncert Polskiej Akcji Humanitarnej w Krakowie. W 2007 r. staraniem przyjaciół wydał album pt. Jesteś kołem – Maniek.

## Dyskografia

### Dema i EP
- 2003 – Są Gorsi: Spotkania, Kiedy mówisz, Boże, Będzie

### Kompilacje
- 2001: Listonosz dzwoni 17 razy (Teatr A)[11]
- 2003: Mandarynka (Są Gorsi)[12]
- 2005: Piotr Kaczkowski Minimax Pl 3 (GrajStasiek)[8]
- 2007: Jesteś kołem – Maniek (solowy album przekrojowy)[10]